# Symbaloo
Symbaloo is een gratis webapplicatie die gebruikers in staat stelt webpagina's te organiseren in de vorm van een verzameling tegeltjes waarbij elk tegeltje een link is naar een webpagina. Symbaloo is ontworpen in 2007 in Delft, Nederland.
Symbaloo werkt in een webbrowser en kan ingesteld worden als startpagina. Hiermee kunnen gebruikers een gepersonaliseerde virtuele desktop aanmaken, toegespitst op bepaalde toepassingen, zoals men bijvoorbeeld in het onderwijs tegenkomt. Gebruikers kunnen door middel van een zogeheten webmix meerdere webpagina's organiseren en deze pagina's delen met andere gebruikers op verschillende computers of smartphones.